# Sentença de Deus
Pour plus de détails, voir Fiche technique et Distribution.
Sentença de Deus est un film dramatique brésilien inachevé, développé entre 1954 et 1956 et réalisé par José Mojica Marins, également connu sous son alter ego Zé do Caixão. La production du film a été interrompue après quelques problèmes, dont la mort de l'actrice Conchita Espanhol. Le film a été restauré dans un format complet en 2007 par le Portal Heco de Cinema de Brasil.

## Synopsis
Antonio, un homme désespéré qui n'arrive pas à garder un emploi pour subvenir aux besoins de sa mère, Dona Lídia, et de sa sœur Marta, après que son père, banquier et chef patriarcal de la famille, a été tué. Plus tard, il s'engage dans un groupe de criminels qui préparent un cambriolage et souhaitent qu'il en soit le meneur.

## Fiche technique
- Titre original brésilien : Sentença de Deus[3]
- Réalisation : José Mojica Marins
- Scénario : José Mojica Marins
- Photographie : Honorio Marin
- Montage : Luiz Elias
- Musique : João da Silva
- Producteurs : Augusto Pereira
- Société de production : Apolo Filmes
- Pays de production :  Brésil
- Langue originale : portugais
- Format : Noir et blanc
- Genre : Drame
- Durée : 20 minutes
- Date de sortie : 
  - Brésil : 1958

## Distribution
- Aldenoura de Sá Porto
- Conchita Espanhol
- José Mojica Marins
- Nancy Montez
- Rosita Soler